# Francesc Agustí
Francisco Agustín y Grande (kat. Francesc Agustí i Grande; ur. w 1753 w Barcelonie, zm. w 1801 w Utrerze) – hiszpański malarz neoklasyczny pochodzący z Katalonii.